# Guasca
Guasca è un comune della Colombia facente parte del dipartimento di Cundinamarca.
Il centro abitato venne fondato da Luis Enríquez nel 1600.
Vi si trova la basilica minore di San Giacinto, una delle due basiliche della diocesi di Zipaquirá.